# نورثروپ گرومن ایکس-۴۷سی
نورثروپ گرومن ایکس-۴۷سی (به انگلیسی: Northrop Grumman X-47C) یک هواپیمای ساختِ کارخانهٔ نورثروپ گرومن در کشور ایالات متحده آمریکا است. نخستین استفاده‌کنندهٔ این هواپیما نیروی دریایی ایالات متحده آمریکا بوده‌است.